# 紀宮子
紀 宮子（き の みやこ、生没年不詳）は、奈良時代の女官。紀古麻呂の曾孫。相模介・紀稲手の子。光仁天皇夫人。姓は朝臣。位階は従三位。

## 経歴
年代は不明だが、光仁天皇の後宮にはいり、夫人となっている。
光仁朝の宝亀7年（776年）に、従五位下から正五位下、翌宝亀8年（777年）に従四位下を授けられている。天皇崩御後の桓武朝では延暦2年（783年）2月、同じ光仁天皇の夫人だった藤原産子や、藤原教貴・平群邑刀自とともに正四位下から正四位上に昇叙し、 延暦5年（786年）正月、橘真都我・藤原諸姉とともに従三位を授けられる。これらの昇進には、光仁天皇の生母が紀橡姫であるという皇室との血縁が影響しているものと思われる。

## 官歴
『続日本紀』による
- 時期不詳：光仁天皇夫人
- 時期不詳：従五位下
- 宝亀7年（776年）正月7日：正五位下
- 宝亀8年（777年）正月10日：従四位下
- 時期不詳：正四位下
- 延暦2年（783年）2月25日：正四位上
- 延暦5年（786年）正月14日：従三位